# Amt Niederer Fläming
Das Amt Niederer Fläming war ein 1992 gebildetes Amt, in dem 19 Gemeinden des damaligen Kreises Jüterbog (heute Landkreis Teltow-Fläming, Brandenburg) zu einem Verwaltungsverbund zusammengeschlossen waren. Sitz der Amtsverwaltung war in der Gemeinde Werbig (Ortsteil Lichterfelde). Es wurde 2003 mit der Eingliederung der letzten amtsangehörigen Gemeinden in die Gemeinde Niederer Fläming wieder aufgelöst. Die Gemeinde Niederer Fläming wurde amtsfrei.

## Geographische Lage
Das Amt Niederer Fläming grenzte im Norden und Nordwesten an das Amt Jüterbog und das Amt Nuthe-Urstromtal, im Nordosten an das Amt Baruth/Mark, im Osten an das Amt Dahme/Mark, im Süden an das Amt Schönewalde, im Südwesten an das Land Sachsen-Anhalt und im Westen an das Amt Niedergörsdorf.

## Geschichte
Am 4. September 1992 erteilte der Minister des Innern seine Zustimmung zur Bildung des Amtes Niederer Fläming mit Sitz in Werbig. Als Zeitpunkt des Zustandekommen des Amtes wurde der 6. September 1992 festgelegt. Zum Zeitpunkt der Gründung umfasste das Amt die Gemeinden:
1. Borgisdorf
2. Bochow (nach Auflösung zur Gemeinde Niedergörsdorf)
3. Gräfendorf
4. Hohengörsdorf
5. Hohenahlsdorf
6. Reinsdorf
7. Riesdorf
8. Schlenzer
9. Sernow
10. Welsickendorf (mit Ortsteilen Höfgen und Körbitz)
11. Werbig (mit Ortsteil Lichterfelde)
12. Zellendorf (nach Auflösung zur Gemeinde Niedergörsdorf)

Außerdem wurden die folgenden Gemeinden zugeordnet:
1. Herbersdorf
2. Hohenseefeld
3. Ihlow (nach Auflösung zur Gemeinde Ihlow)
4. Meinsdorf (mit Ortsteilen Bärwalde, Rinow und Weißen)
5. Nonnendorf
6. Waltersdorf
7. Wiepersdorf (mit Ortsteil Kossin)

Zum 31. Dezember 1997 schlossen sich die Gemeinden Blönsdorf, Danna, Dennewitz, Langenlipsdorf, Malterhausen, Niedergörsdorf, Oehna, Rohrbeck, Schönefeld, Seehausen und Wergzahna (Amt Niedergörsdorf), Bochow, Zellendorf (Amt Niederer Fläming) und Altes Lager (Amt Jüterbog) zu einer neuen Gemeinde Niedergörsdorf zusammen. Zum gleichen Zeitpunkt wurde das Amt Niedergörsdorf aufgelöst, Bochow und Zellendorf schieden damit aus dem Amt Niederer Fläming aus. Am 11. Dezember 1997 genehmigte der Minister des Innern des Landes Brandenburg den Zusammenschluss der Gemeinden Borgisdorf, Gräfendorf, Hohenahlsdorf, Hohengörsdorf, Meinsdorf, Nonnendorf, Reinsdorf, Riesdorf, Schlenzer, Sernow, Waltersdorf, Welsickendorf, Werbig und Wiepersdorf zu einer neuen Gemeinde Niederer Fläming. Damit verblieben im Amt Niederer Fläming lediglich noch die Gemeinden Ihlow, Herbersdorf, Hohenseefeld und Niederer Fläming. Ihlow schloss sich mit den Gemeinden Bollensdorf, Illmersdorf, Mehlsdorf, Niendorf, Rietdorf (Amt Dahme/Mark) zur neuen Gemeinde Ihlow zusammen und wechselte in das Amt Dahme/Mark. Hohenseefeld wurde zum 1. August 2002 in die Gemeinde Niederer Fläming eingegliedert, Herbersdorf folgte zum 26. Oktober 2003. Damit wurde auch das Amt Niederer Fläming aufgelöst.

## Amtsdirektor
Einziger Amtsdirektor war Ernst Werner. Er war nach Auflösung des Amtes außerdem hauptamtlicher Bürgermeister der Gemeinde Niederer Fläming von 2003 bis zum 7. Dezember 2011.

## Belege
1. ↑  Bildung des Amtes Niederer Fläming. Bekanntmachung des Ministers des Innern vom 4. September 1992. Amtsblatt für Brandenburg - Gemeinsames Ministerialblatt für das Land Brandenburg, 3. Jahrgang, Nummer 75, 5. Oktober 1992, S. 1867.
2. ↑  Zusammenschluss der Gemeinden Blönsdorf, Danna, Dennewitz, Langenlipsdorf, Malterhausen, Niedergörsdorf, Oehna, Rohrbeck, Schönefeld, Seehausen, Wergzahna (Amt Niedergörsdorf), Bochow, Zellendorf (Amt Niederer Fläming) und Altes Lager (Amt Jüterbog) zu einer neuen Gemeinde Niedergörsdorf. Bekanntmachung des Ministeriums des Innern vom 14. Januar 1998. Amtsblatt für Brandenburg - Gemeinsames Ministerialblatt für das Land Brandenburg, 9. Jahrgang, Nummer 1, 14. Januar 1998, S. 2.
3. ↑  Zusammenschluss der Gemeinden Borgisdorf, Gräfendorf, Hohenahlsdorf, Hohengörsdorf, Meinsdorf, Nonnendorf, Reinsdorf, Riesdorf, Schlenzer, Sernow, Waltersdorf, Welsickendorf, Werbig und Wiepersdorf zu einer neuen Gemeinde Niederer Fläming. Bekanntmachung des Ministeriums des Innern vom 11. Dezember 1997. Amtsblatt für Brandenburg - Gemeinsames Ministerialblatt für das Land Brandenburg, 9. Jahrgang, Nummer 1, 14. Januar 1998, S. 2.
4. ↑  Bildung einer neuen Gemeinde Ihlow. Bekanntmachung des Ministeriums des Innern vom 14. Dezember 2001. Amtsblatt für Brandenburg Gemeinsames Ministerialblatt für das Land Brandenburg, 12. Jahrgang, 2001, Nummer 52, Potsdam, den 27. Dezember 2001, S. 906 PDF
5. ↑  Eingliederung der Gemeinde Hohenseefeld in die Gemeinde Niederer Fläming. Bekanntmachung des Ministeriums des Innern vom 4. Juli 2002. Amtsblatt für Brandenburg - Gemeinsames Ministerialblatt für das Land Brandenburg, 13. Jahrgang, Nummer 29, 17. Juli 2002, S. 656.
6. ↑  Viertes Gesetz zur landesweiten Gemeindegebietsreform betreffend die Landkreise Havelland, Potsdam-Mittelmark, Teltow-Fläming (4.GemGebRefGBbg), vom 24. März 2003 (GVBl.I/03, Nr. 05, S. 73)